# Distrito de Nový Jičín
El distrito de Nový Jičín es uno de los seis distritos que forman la región de Moravia-Silesia, República Checa, con una población estimada a principio del año 2018 de 151 566 habitantes. Se encuentra ubicado al este del país, al este de Praga, cerca de la frontera con Eslovaquia y Polonia. Su capital es la ciudad de Nový Jičín.

## Localidades (población año 2018)
- Albrechtičky 695
- Bartošovice 1686
- Bernartice nad Odrou 982
- Bílov 573
- Bílovec 7407
- Bítov 439
- Bordovice 608
- Bravantice 902
- Frenštát pod Radhoštěm 10 824
- Fulnek 5702
- Heřmanice u Oder 336
- Heřmánky 164
- Hladké Životice979
- Hodslavice 1725
- Hostašovice 786
- Jakubčovice nad Odrou 647
- Jeseník nad Odrou 1986
- Jistebník 1537
- Kateřinice 651
- Kopřivnice 22 091
- Kujavy 555
- Kunín 1865
- Libhošť 1661
- Lichnov 1584
- Luboměř 368
- Mankovice 590
- Mořkov 2502
- Mošnov 724
- Nový Jičín 23 567
- Odry 7236
- Petřvald 1817
- Příbor 8437
- Pustějov 976
- Rybí 1256
- Sedlnice 1555
- Šenov u Nového Jičína 2086
- Skotnice 813
- Slatina 770
- Spálov 873
- Starý Jičín 2850
- Štramberk 3448
- Studénka 9643
- Suchdol nad Odrou 2637
- Tichá 1783
- Tísek 959
- Trnávka 733
- Trojanovice 2592
- Velké Albrechtice 1126
- Veřovice 2000
- Vražné 838
- Vrchy 214
- Závišice 1046
- Ženklava 1088
- Životice u Nového Jičína 654